# Synthomer
Synthomer est une entreprise chimique britannique, basée à Harlow, spécialisée dans les polymères. 

## Histoire
En mars 2016, Synthomer annonce l'acquisition de Hexion Performance Adhesives & Coating, entreprise américaine spécialisée dans les enduits et les adhésifs, pour 226 millions de dollars. Hexion est l'un des plus gros producteurs de formaldéhyde aux Etats-Unis.
En mai 2019, Synthomer annonce l'acquisition d'Omnova pour 824 millions de dollars.
En octobre 2021, Synthomer annonce l'acquisition des activités adhésifs d'Eastman Chemical pour 1 milliard de dollars.

## Principaux actionnaires
Au 3 avril 2020.
| Kuala Lumpur Kepong Berhad    | 20,1% |
| Standard Life Investments     | 5,08% |
| Merian Global Investors       | 4,62% |
| FIL Investment Advisors       | 4,28% |
| Royal London Asset Management | 3,48% |
| Rowan Dartington & Co         | 3,37% |
| Kames Capital                 | 3,19% |
| Henderson Global Investors    | 2,61% |
| M&G Investment Management     | 2,48% |
| The Vanguard Grou             | 2,44% |